# Decreto Ley N.º 2011-14
El Decreto Ley N ° 2011-14 del 23 de marzo de 2011 sobre la Organización Provisional de los Poderes Públicos (en árabe: مرسوم عدد 14 لسنة 2011 مؤرخ في 23 مارس يتعلق بالتنظيم المؤقت للسلط العمومية) también conocido como Decreto del 23 de marzo fue un decreto firmado por el presidente interino de Túnez Fouad Mebazaa y su primer ministro Béji Caïd Essebsi el 23 de marzo de 2011, tras la revolución tunecina que derrocó al dictador Zine El Abidine Ben Ali el 14 de enero de dicho año. Se considera que el decreto inició la transición tunecina a la democracia.
Este decreto suspendía indefinidamente la Constitución tunecina de 1959, que otorgaba poderes dictatoriales al presidente, y lo suplantaba por una serie de disposiciones que se mantuvieron hasta la firma de la Ley sobre la Organización Provisional de los Poderes Públicos nueve meses más tarde, el 16 de diciembre de 2011.

## Artículos
El artículo 1 del Decreto preveía la elección, por sufragio universal, de una Asamblea Constituyente. El artículo 2 disolvía al Poder Legislativo elegido fraudulentamente durante la dictadura, y que estaba dominado por la entonces ilegalizada Agrupación Constitucional Democrática. El artículo 3 preveía la continuidad del Tribunal de Cuentas y el Tribunal Administrativo. El presidente de la República garantizaba, en virtud del artículo 7, la aplicación de decretos y ejerce poderes reguladores.
El artículo 4 establecía que la ley había sido aprobada provisionalmente como decreto. El artículo 5 informaba sobre el alcance del Poder Ejecutivo durante la transición. El artículo 6 daba al presidente y al primer ministro el poder ejecutivo, convirtiendo al país de facto al semipresidencialismo. El artículo 8 establece que el mandato del presidente de la República en funciones concluía con la asunción de la Asamblea Constituyente. El artículo 9 especificaba las funciones de presidente interino de la República. En virtud del artículo 10, en su ausencia, el primer ministro ejercería las funciones constitucionales del presidente. De acuerdo con el artículo 11, el presidente de la República en funciones no podría presentarse a ninguna otra elección.
Los artículos 13 y 14 establecían que la administración incumbente sería la gestión del gobierno de transición y el artículo 15 ordenaba que el primer ministro y otros miembros del gobierno provisional no fueran candidatos en la elección de la Asamblea Constituyente. El artículo 16 hacía permanecer a las autoridades locales en sus puestos. El artículo 17 preveía la continuidad del Poder Judicial. El último artículo, el 18 ponía como fecha de expiración del decreto la asunción de las autoridades electas tras los comicios constituyentes.